# Escudo de Rusia
El escudo de Rusia tiene sus orígenes en el antiguo Imperio ruso, y fue restablecido después de la disolución de la Unión Soviética. A pesar de que ha sufrido varias modificaciones desde el reinado de Iván III (1462-1505), como el cambio del color del águila de negro a oro y la eliminación de los escudos de los territorios dominados por Rusia que rodeaban al blasón central, el escudo actual se deriva directamente de las diferentes versiones anteriores. El diseño cromático general corresponde al del estandarte usado en el siglo XV, y la forma del águila se remonta a la época de Pedro I el Grande.
Consiste en un campo de gules con un águila bicéfala de oro, con las alas desplegadas. Sobre su pecho se encuentra el escudo de Moscú, el cual también presenta un campo de gules donde se sitúa un jinete de plata con una capa de azul, montado sobre un caballo también de plata, matando con su lanza a un dragón de color sable. Tradicionalmente, el jinete representa a San Jorge. El águila sostiene en sus garras un orbe y un cetro, y sus cabezas están coronadas cada una con coronas imperiales, y entre estas se sitúa otra similar pero de mayor tamaño, unidas las tres por una cinta.
Los dos mayores elementos representativos de los símbolos del Estado ruso (el águila bicéfala y San Jorge matando al dragón) son anteriores a Pedro el Grande. El sello de Estado de Iván III, duque de Moscú, presentaba un jinete matando a (o luchando con) un dragón. La figura no fue identificada oficialmente como San Jorge sino hasta 1730, cuando fue descrito como tal en un decreto imperial. La forma antigua (un asesino de dragones montado conocido como San Jorge el Victorioso, en ruso Победоносец) siempre estuvo asociada con el Gran Ducado de Moscovia, convirtiéndose más tarde en el escudo de armas oficial de la ciudad de Moscú. La representación gráfica más antigua de un jinete con lanza (1390) figura en un sello del príncipe de Moscú, Vasili Dmítriyevich. La serpiente o dragón fue añadido durante el mandato de Iván III. San Jorge se convirtió en adelante en el patrón de Moscú (y, por extensión, de Rusia). Hoy en día, la descripción oficial no se refiere al jinete en el escudo central como San Jorge, principalmente a fin de mantener el carácter secular del Estado ruso moderno.
El águila bicéfala fue adoptada por Iván III después de casarse con la princesa bizantina Sofía Paleóloga, cuyo tío Constantino XI fue el último emperador bizantino. El águila bicéfala fue el símbolo estatal oficial del Imperio bizantino tardío, abarcando tanto el este como el oeste. Simbolizaba, el dominio de la Nueva Roma sobre Europa y Asia y la unidad de la Iglesia y el Estado. Después de la Caída de Constantinopla a manos de los turcos en 1453, Iván III y sus herederos consideraron a Moscovia  como el último baluarte de la verdadera fe cristiana ortodoxa y, en efecto, se considera el último Imperio romano (de ahí la expresión "Tercera Roma" usada para Moscú y — por extensión — para todo el Imperio ruso). A partir de 1497, el águila bicéfala proclamó una soberanía rusa igual a aquella del Sacro Imperio Romano Germánico. La primera evidencia del águila bicéfala oficializada como emblema de Rusia se encuentra en el sello del príncipe, estampado en 1497 en un estatuto de asignación de las posesiones independientes del príncipe. Al mismo tiempo la imagen del águila bicéfala dorada apareció en los muros del Palacio de las Facetas en el Kremlin.
Durante el mandato del primer zar de la Dinastía Románov, Miguel I de Rusia, la imagen del escudo de armas cambió. En 1625, el águila bicéfala fue adornada con tres coronas por primera vez. A través del tiempo, estas han sido alternativamente interpretadas como los reinos conquistados del Kanato de Kazán, Kanato de Astracán y Kanato de Siberia, o como la unidad de Rusia Mayor (Rusia), Rusia Menor (Ucrania) y Rusia Blanca (Bielorrusia). Hoy en día, las coronas imperiales representan la unidad y la soberanía tanto de la Federación Rusa como de sus sujetos federales (repúblicas, óblasts, krais, etc.) 
El orbe y el cetro son símbolos heráldicos tradicionales del poder soberano y la autocracia. Se decidió conservarlos en el escudo ruso moderno a pesar de que la Federación Rusa no es una monarquía, lo que condujo a objeciones por parte de los comunistas. No obstante, después de haber perdido tanto la banda azul de la Orden de San Andrés sosteniendo a las tres coronas como la correspondiente cadena rodeando al escudo de Moscú, el escudo de armas de Rusia moderno fue reinstaurado por decreto en 1993, y el acta correspondiente fue ratificada por el presidente Vladímir Putin el 20 de diciembre de 2000.

## Evolución histórica del escudo

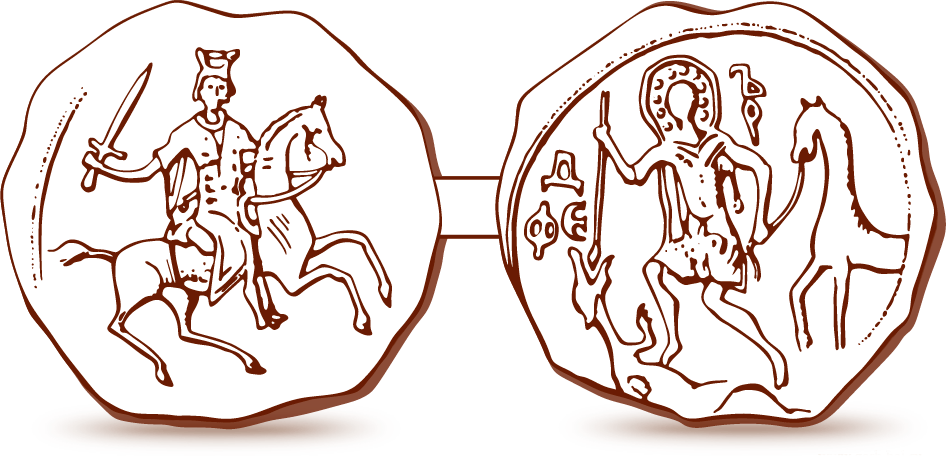
Sello de Alejandro Nevski (1236-1263; Teodoro Stratelates mata a una serpiente gigante)
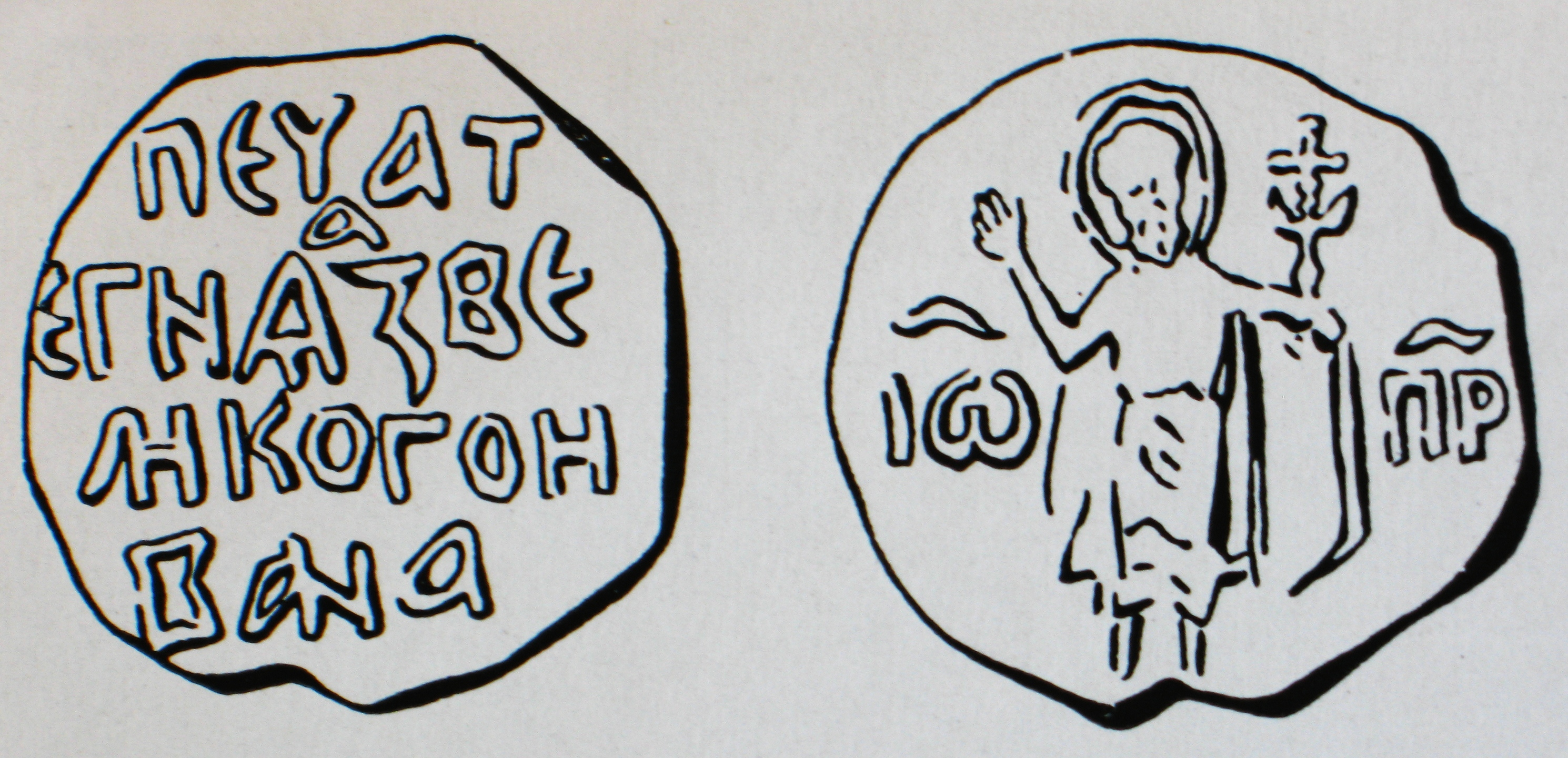
Sello de Iván I (1325-1340)
Sello de Dmitri Donskói (1359-1389)
Sello de Basilio I (1389-1425)
Sello de Basilio II (1425-1462)
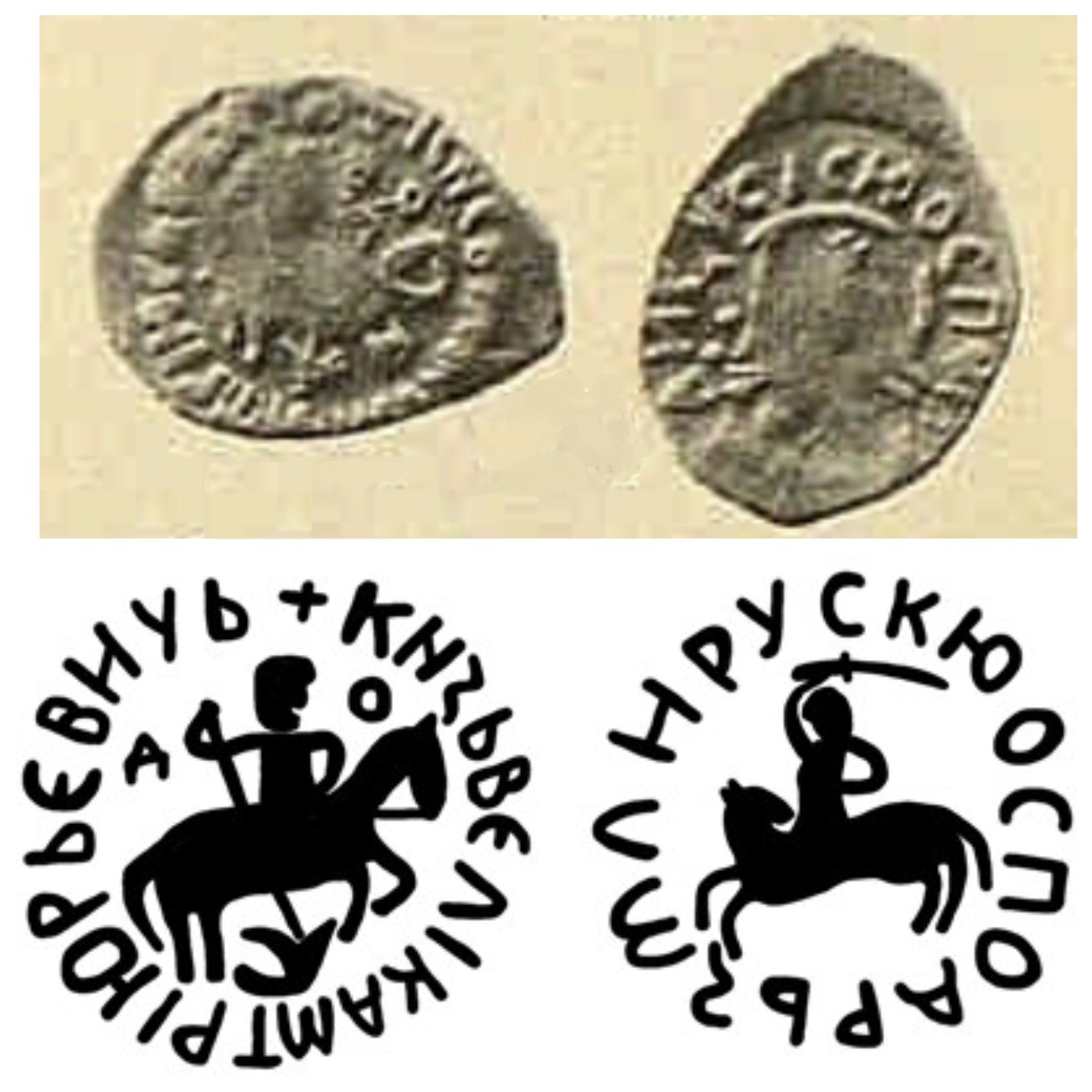
Moneda de plata Dmitri Shemiaka (1446-1447)
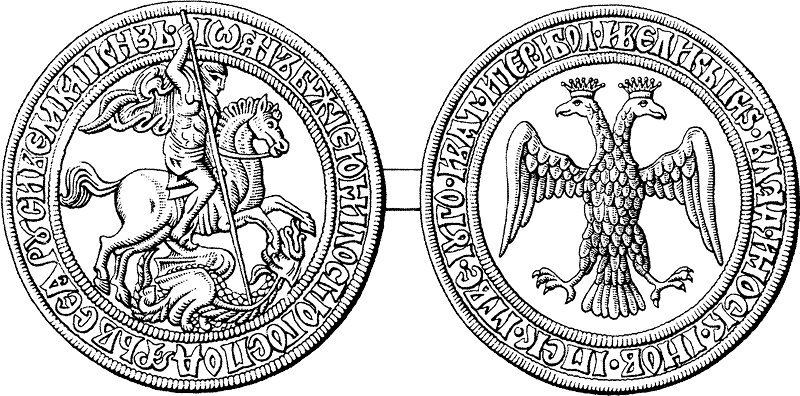
Sello de Iván III (1472)
Sello de Iván IV el Terrible (1539)
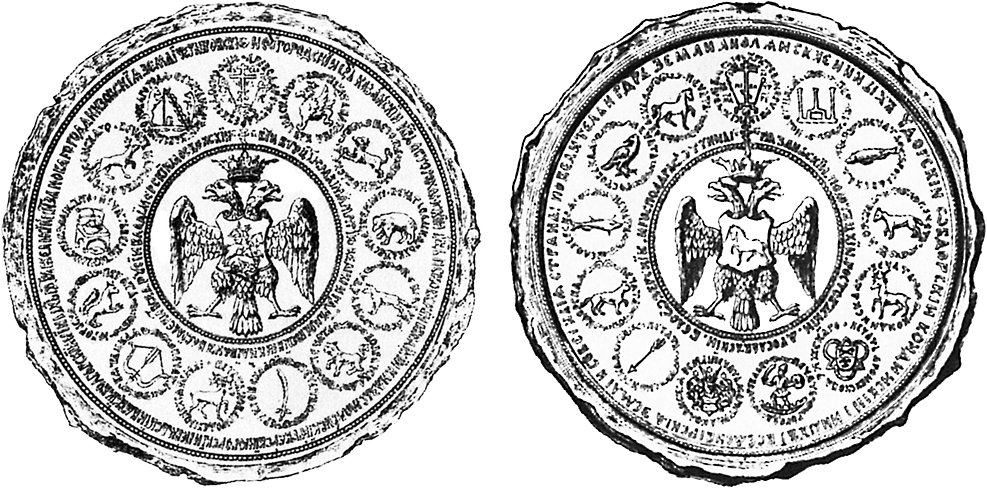
Sello de Iván IV el Terrible (1577)
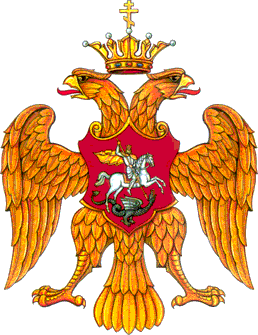
Escudo de armas del Zarato ruso (1577)
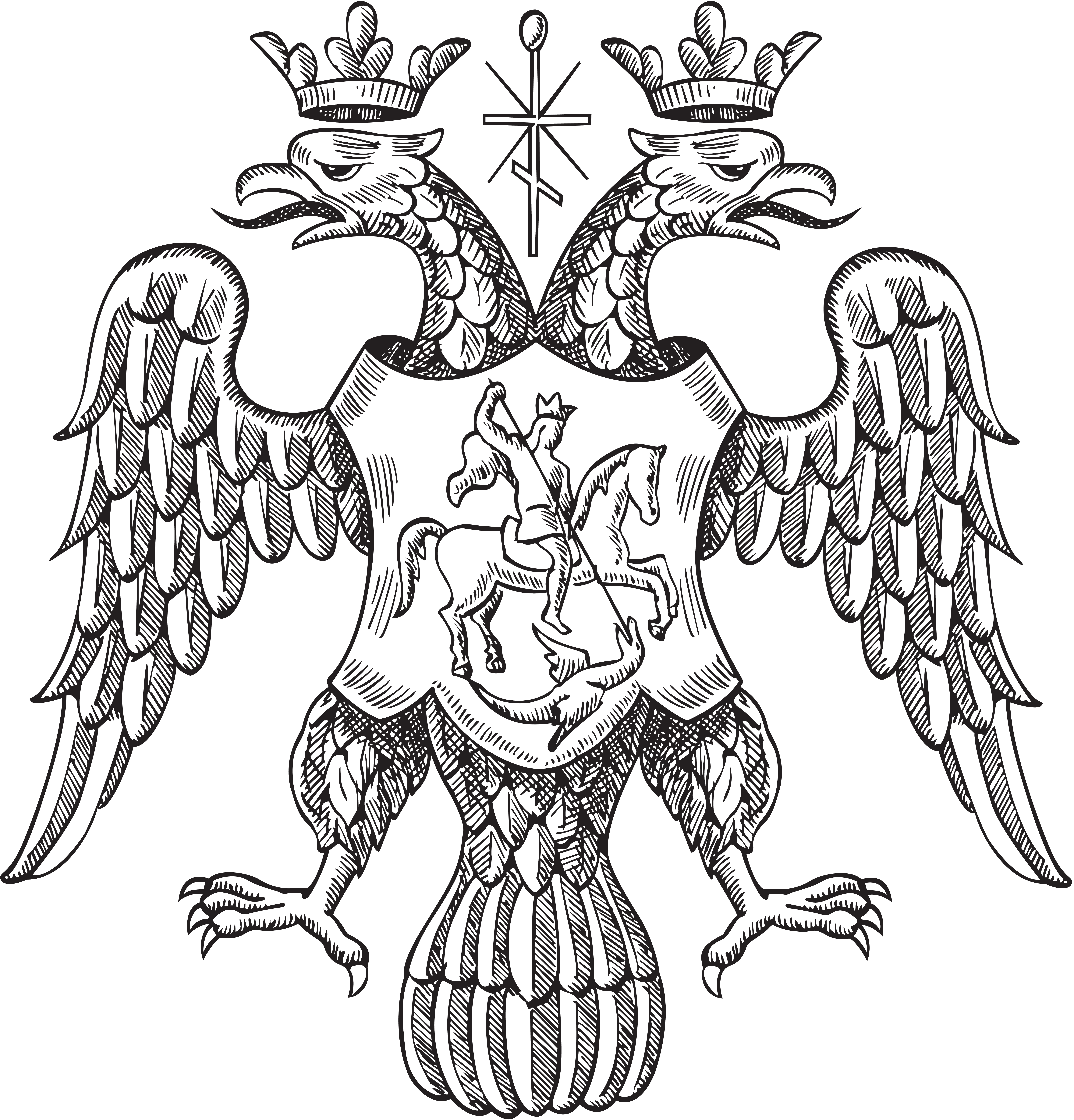
Escudo del Zarato ruso durante el reinado de Teodoro I (1584-1598)
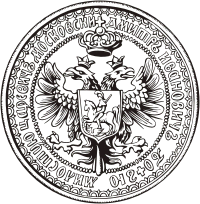
Sello de Dimitri I (1605)
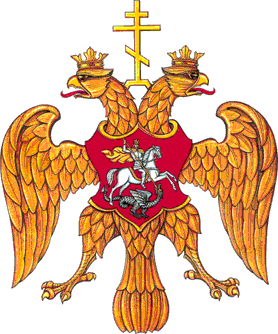
Escudo del Zarato ruso (1605-1645)
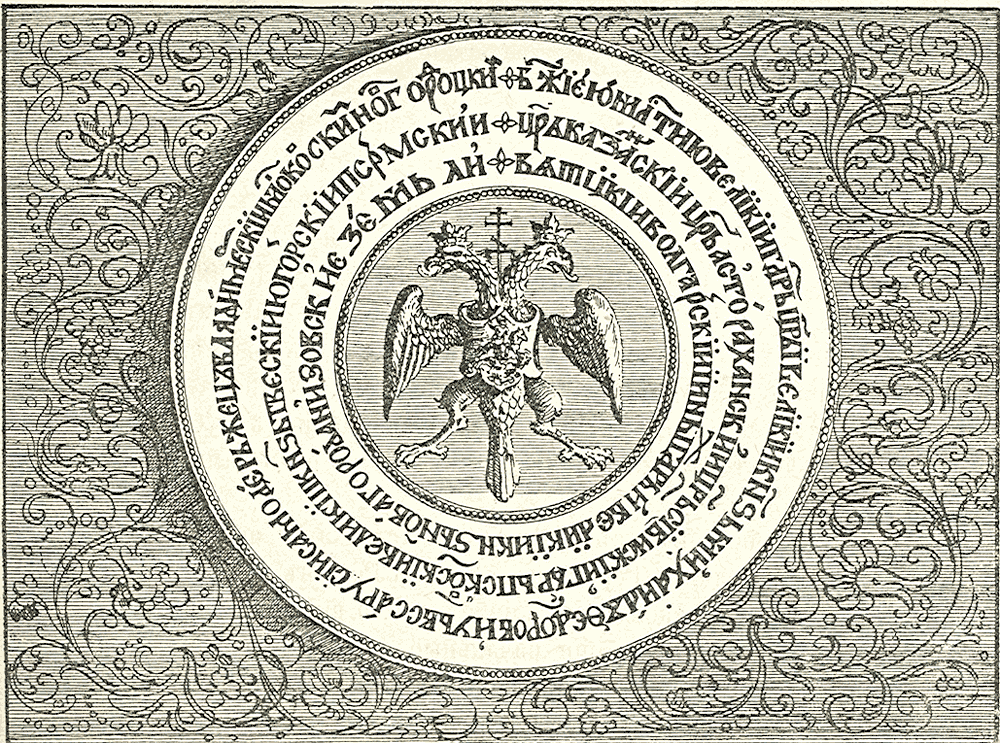
Sello de Miguel I (1613-1645)
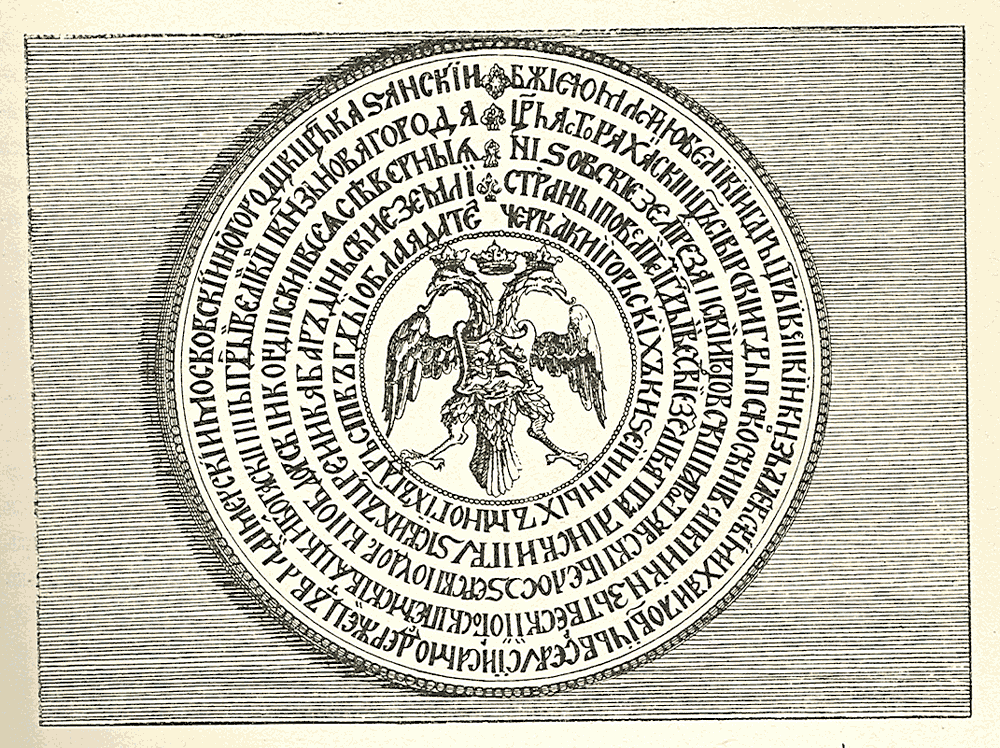
Sello de Alejo I (1645-1654)
Escudo de Alejo I (1667-1721)
Escudo con el sello estatal del zar Alejo I (1667-1721)
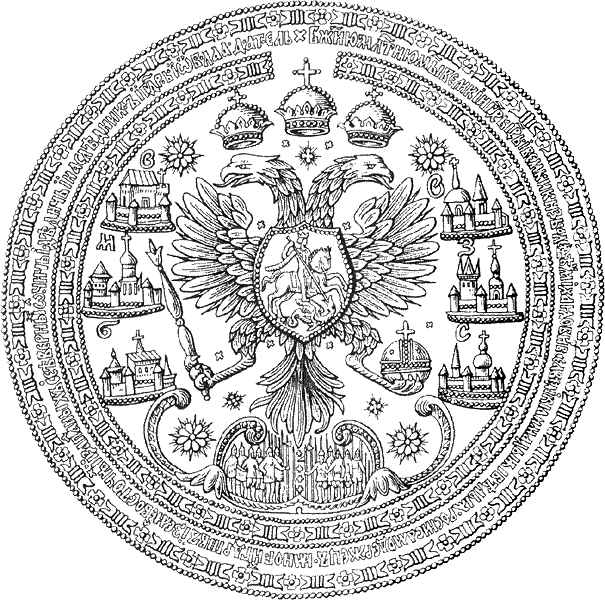
Sello de Alejo I (1667-1676)
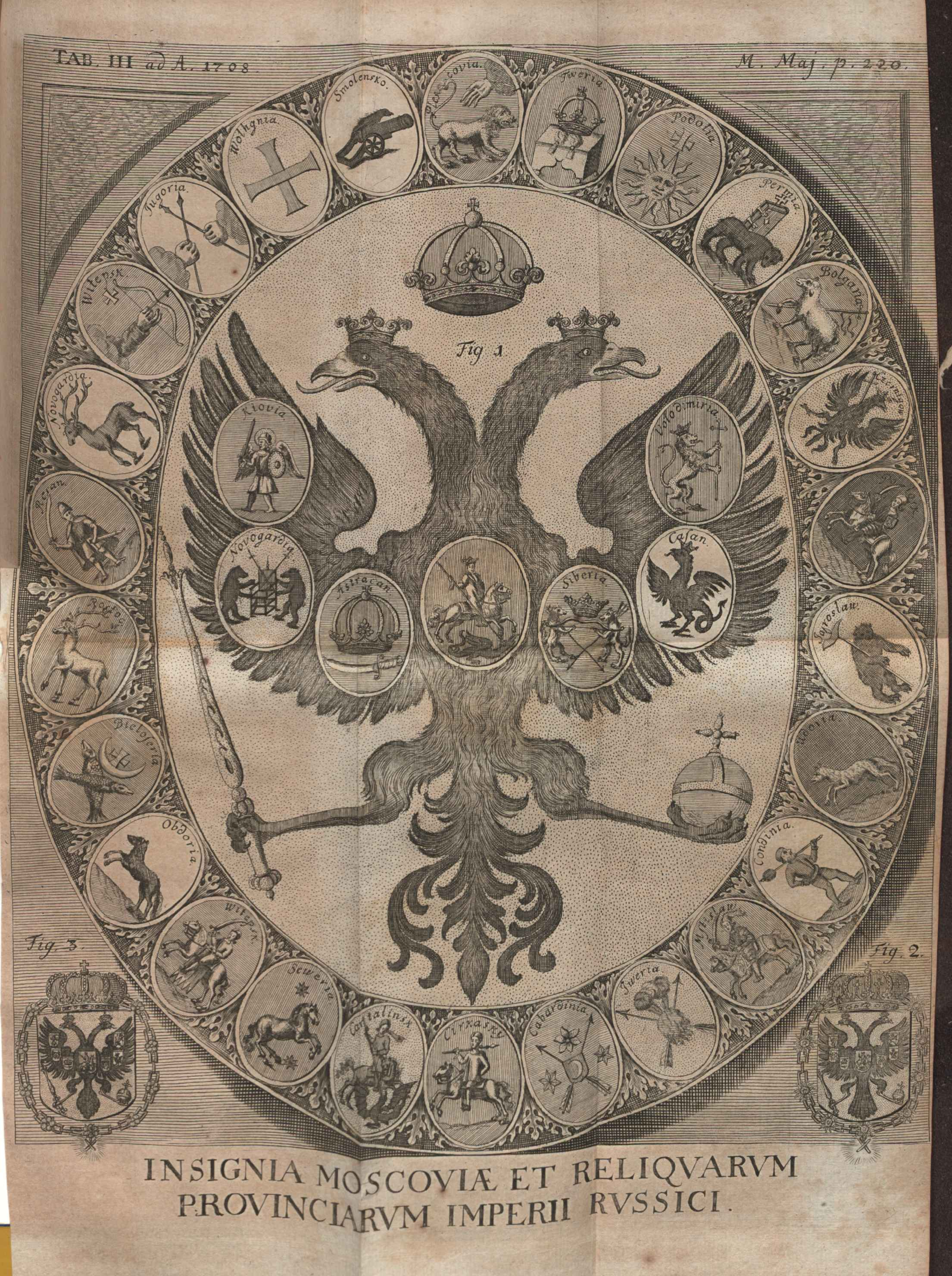
Escudo publicado en Acta Eruditorum, 1708
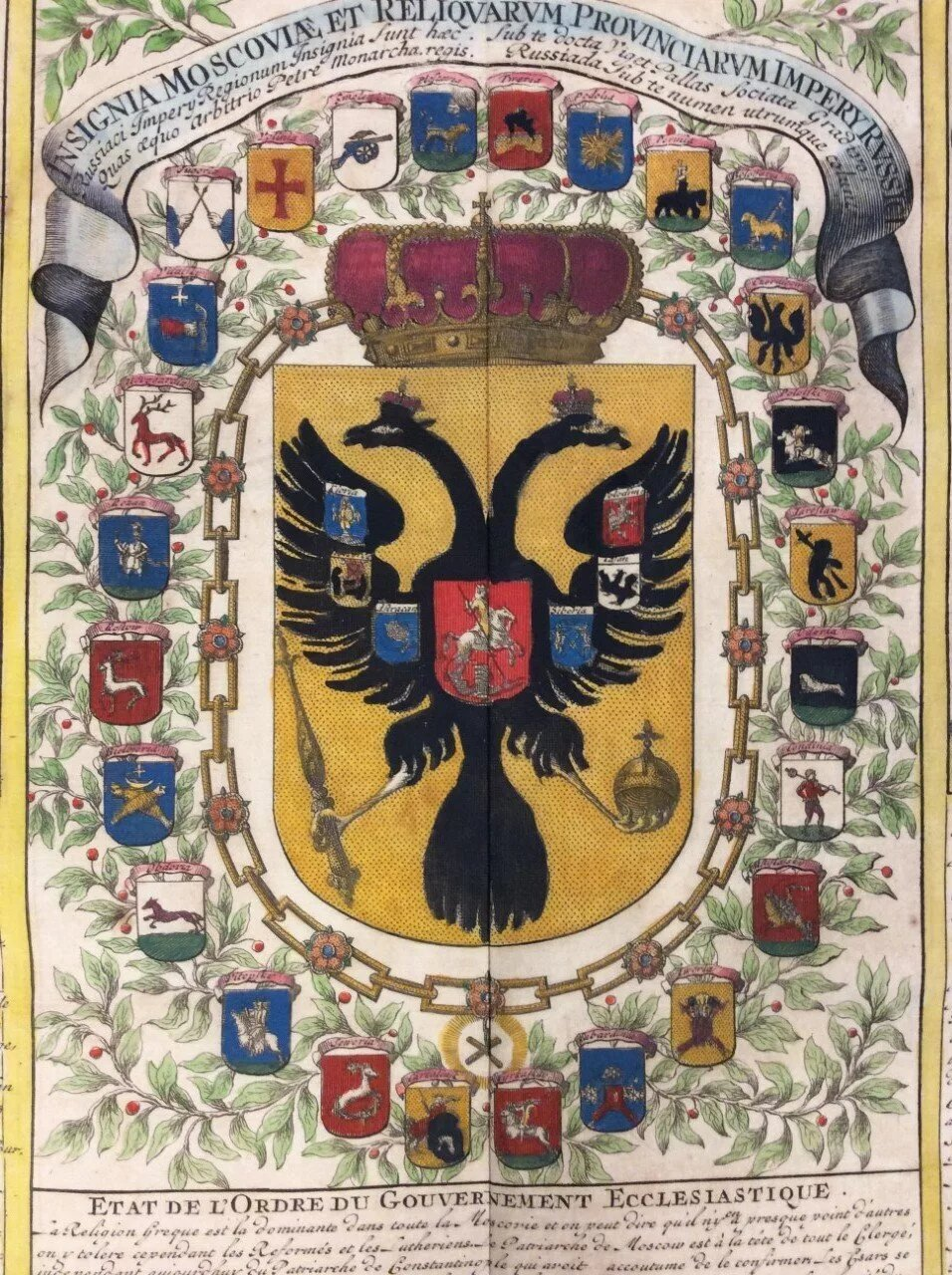
Escudo de Pedro I (1714-1721)
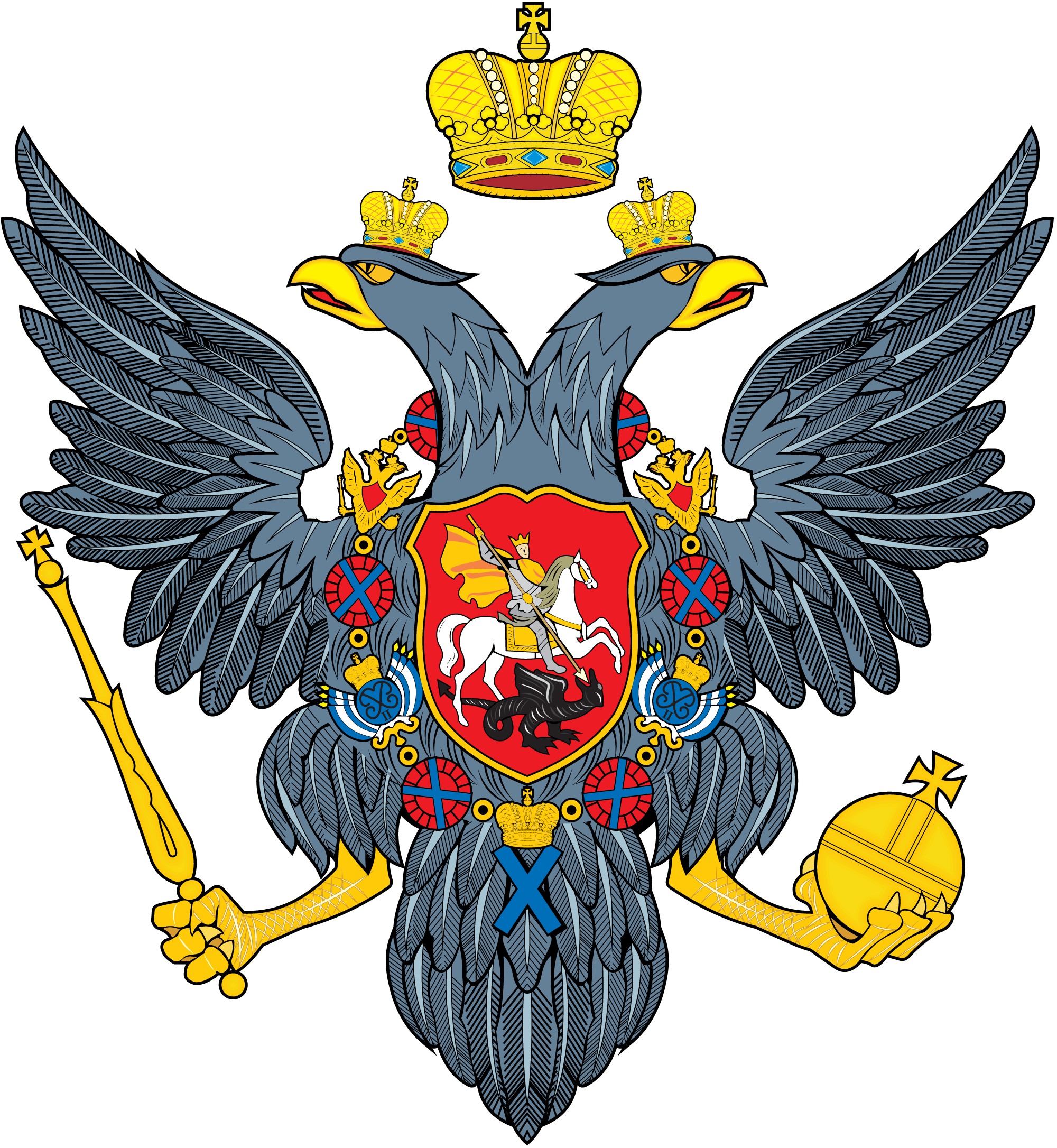
Escudo grande del Imperio ruso (1730-1799, 1801-1825)
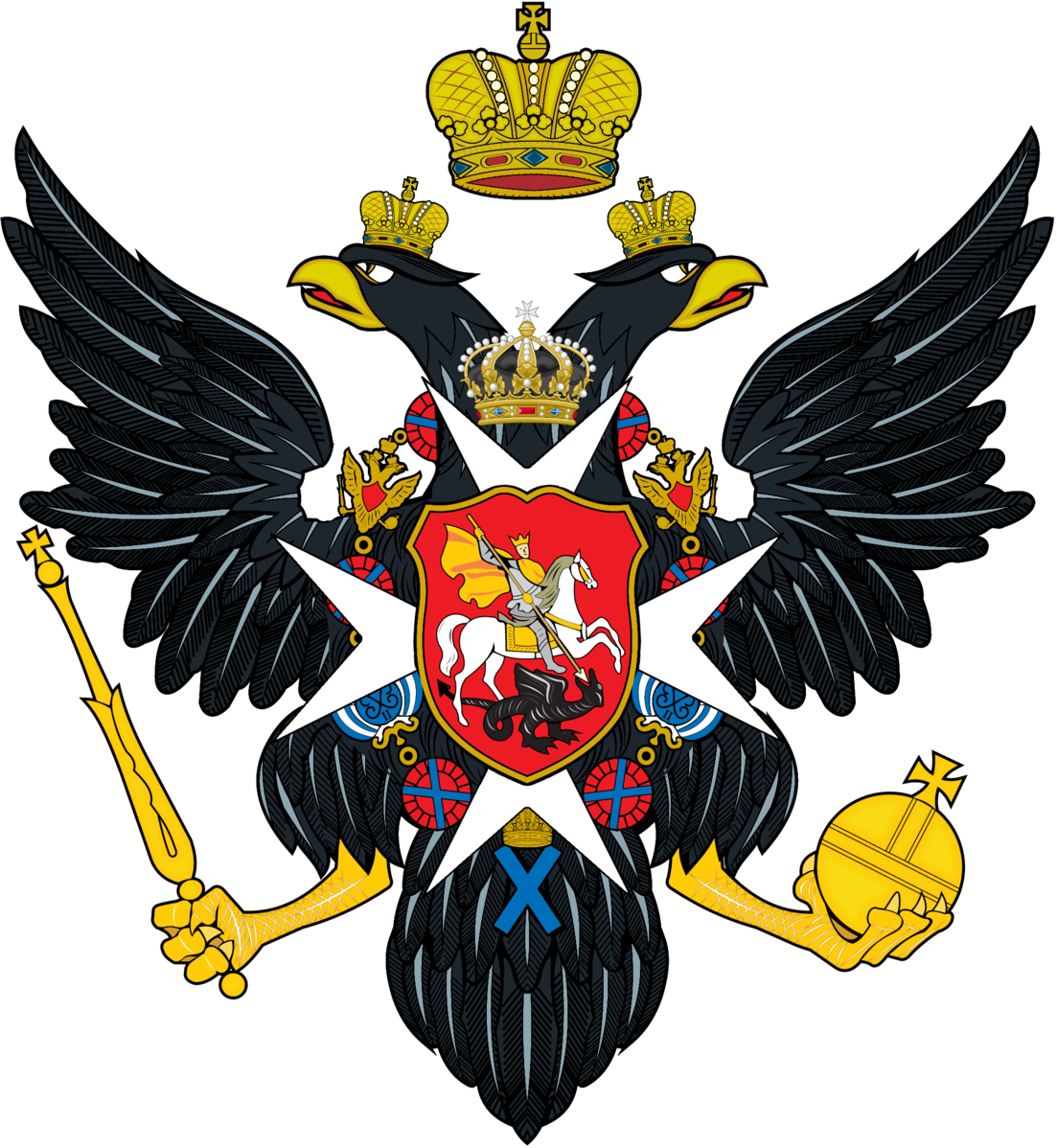
Escudo del Imperio ruso bajo Pablo I (1799-1801)
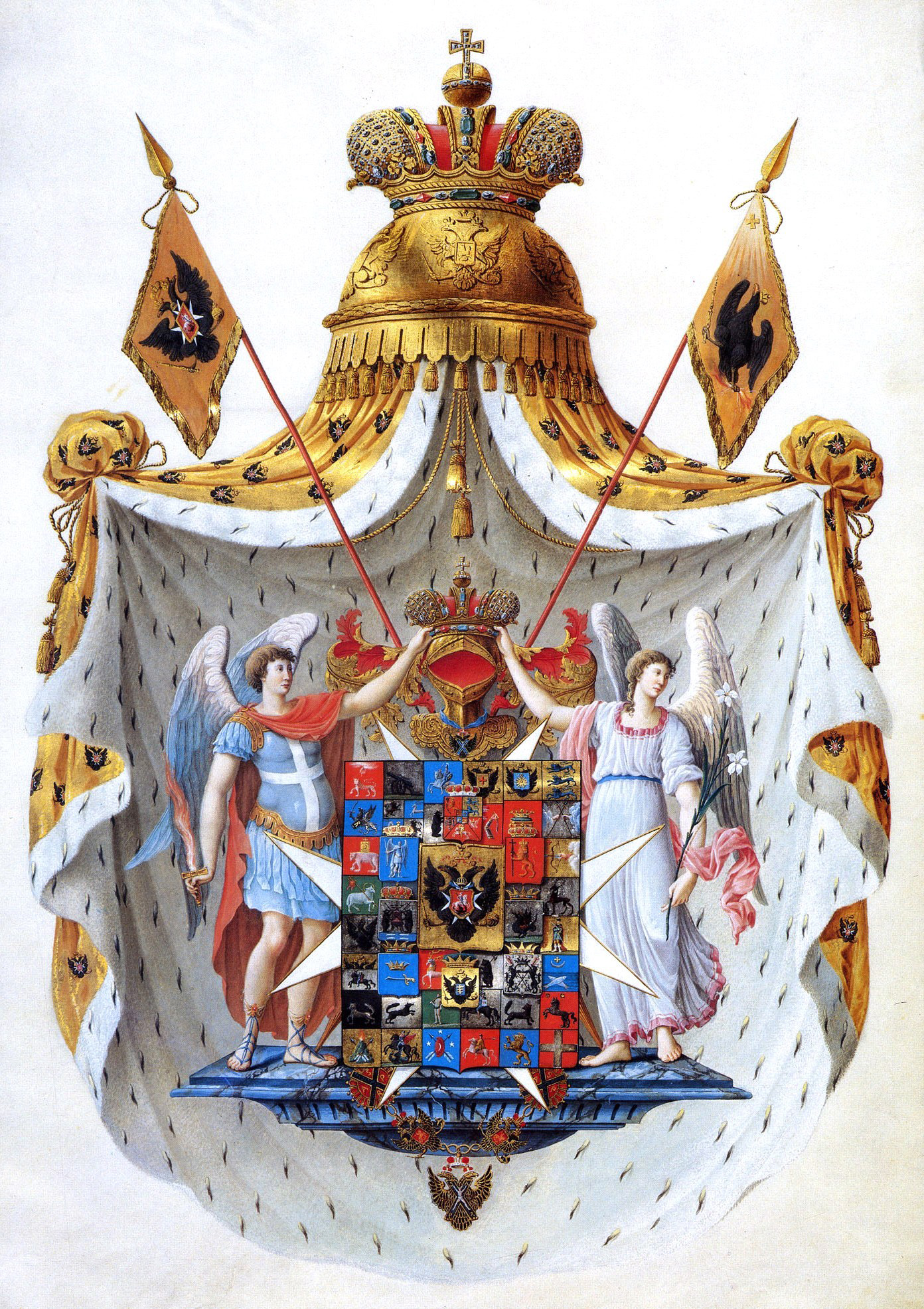
El borrador del escudo mayor presentado a Pablo I (1800-1801)
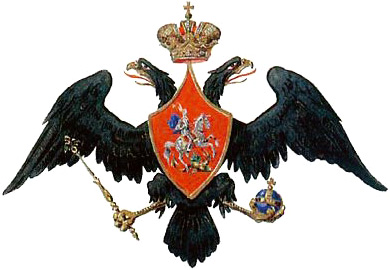
Primera variante (1825)
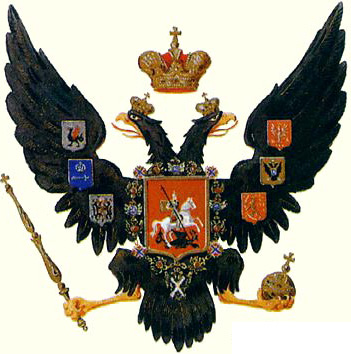
Segunda variante (1830)
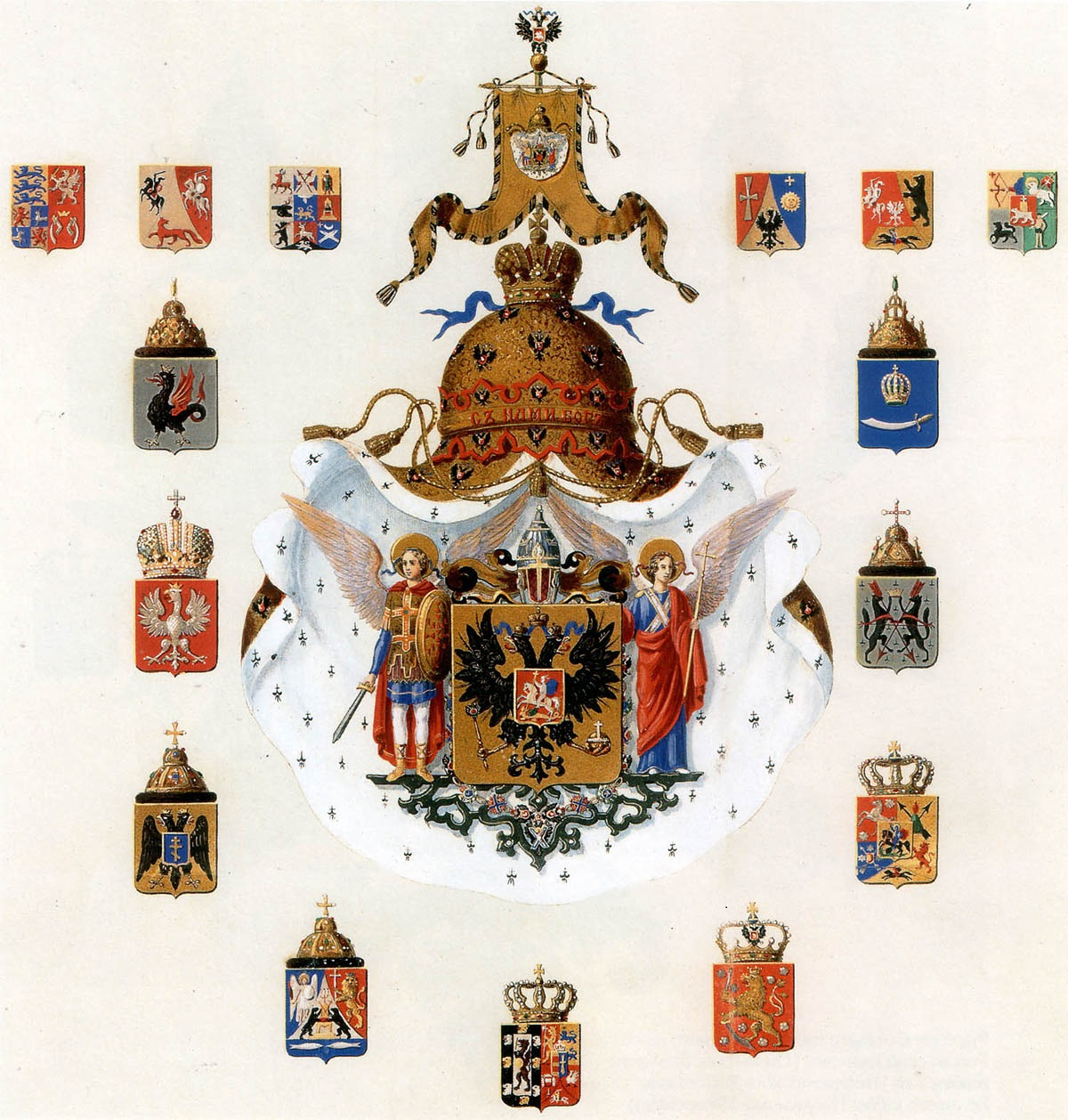
Escudo grande del Imperio ruso (1856-1882)
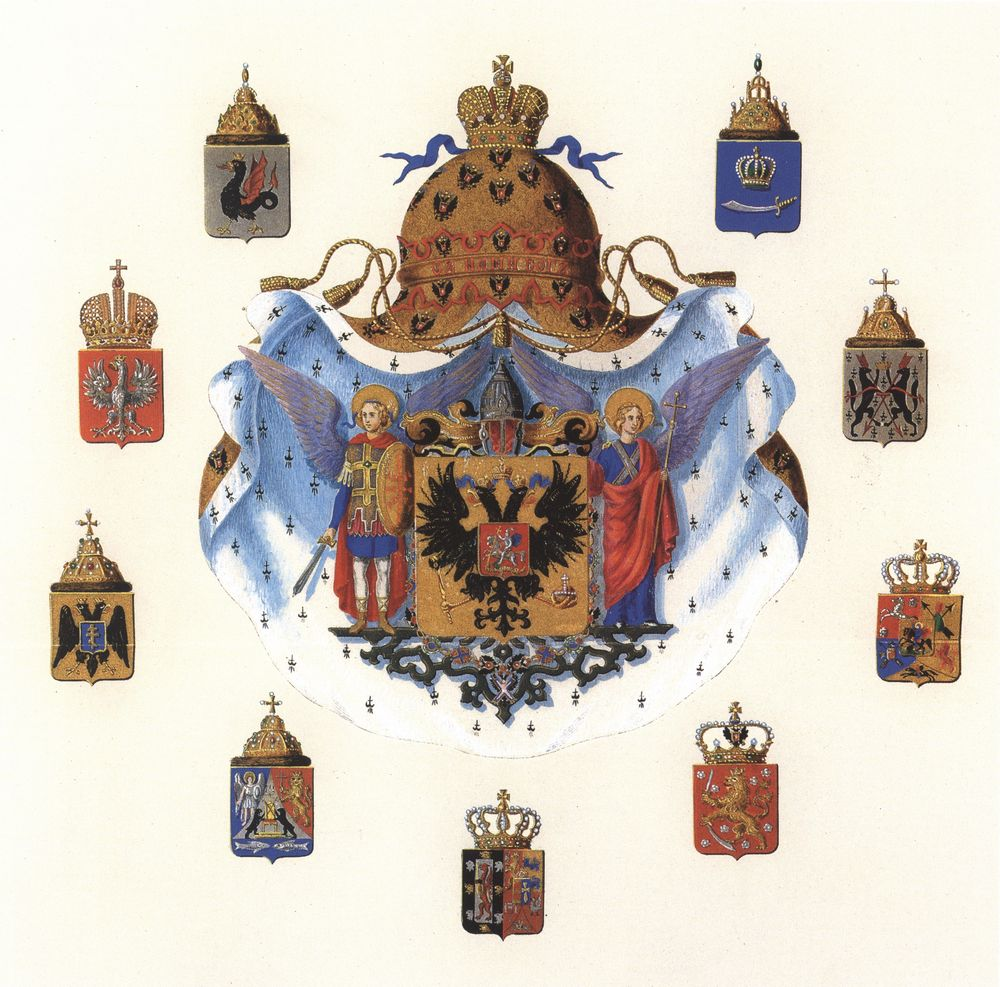
Escudo de armas mediano del Imperio ruso (1856-1882)
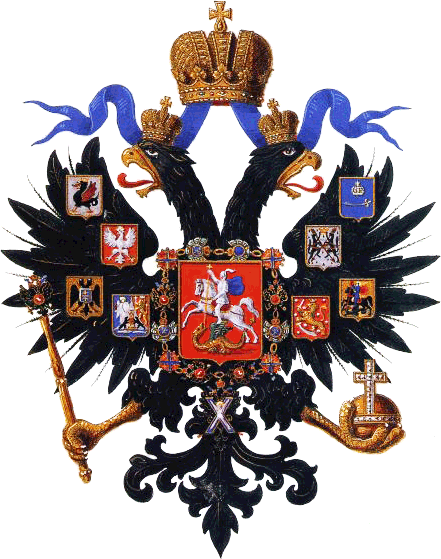
Escudo pequeño del Imperio ruso (1856-1882)
Gran escudo de armas del Imperio ruso (1882-1917)
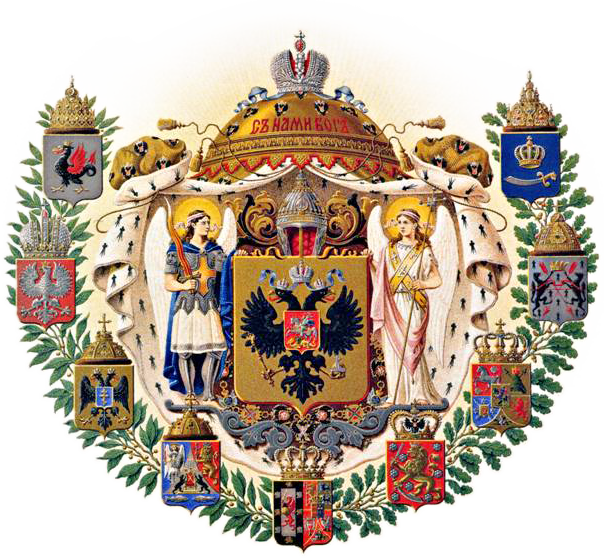
Escudo de armas mediano del Imperio ruso (1882-1917)
Escudo menor del Imperio ruso bajo Alejandro III y Nicolás II (1883-1917)
Escudo de la República Rusa (1917)
Emblema estatal de la RSFS de Rusia (1918-1920)
Emblema estatal de la RSFS de Rusia (1920-1954)
Emblema estatal de la RSFS de Rusia (1954-1978)
Emblema estatal de la RSFS de Rusia (1978-1992)
Escudo de la Federación de Rusia (1992-1993)